# 西光寺 (秩父市)

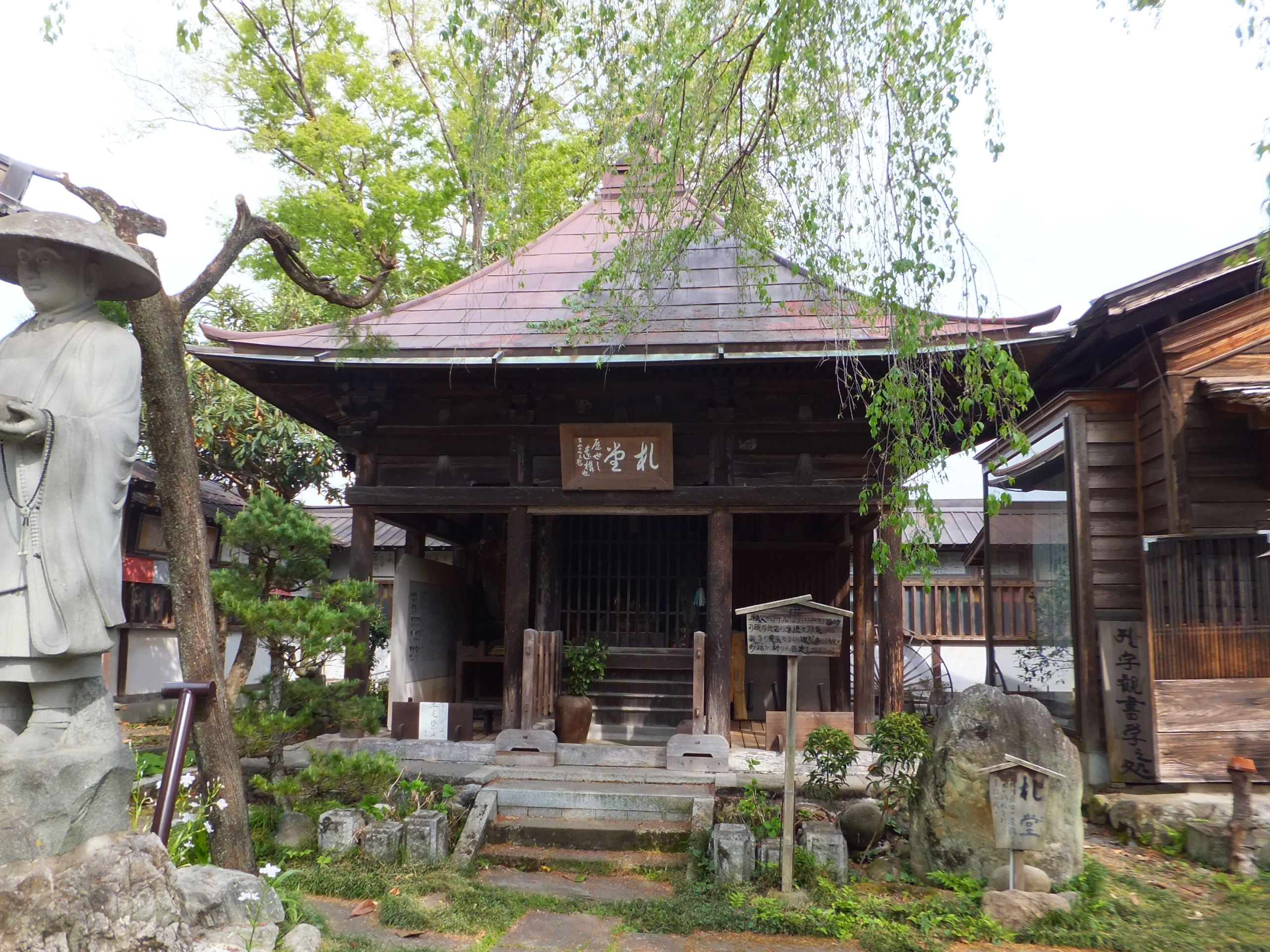
札堂

西光寺（さいこうじ）は、埼玉県秩父市にある真言宗豊山派の寺院で、山号は無量山と号する。
本尊真言：おん ばざら たらま きりく
御詠歌：西光寺誓いを人に尋ぬれば ついの住家は西とこそ聞け

## 歴史
創建年代は不明である。ただ1488年（長享2年）の秩父札所番付（長享番付）に記載されていることから、その頃までには既に存在していたものと推測される。
かつては京都の仁和寺の末寺であった。現在は長谷寺を本山とする真言宗豊山派に属している。
境内には「札堂」という堂宇がある。この堂の柱には多くの釘をさした穴が残っている。かつては納札を柱に打ち付けていたことの名残である。

## 文化財
- 札所16番 無量山西光寺（秩父市指定史跡 昭和40年1月25日指定）[4]

## 交通アクセス
- 秩父駅より徒歩12分（0.9km）、西武秩父駅より徒歩25分（1.6km）
- 十五番札所少林寺より徒歩15分（1km）

## 前後の札所
秩父札所（江戸巡礼古道）
15 少林寺 -- (1km)-- 16 西光寺 -- (1.3km)-- 17 定林寺